# 4. etape af Tour de France 2010
Fjerde etape af Tour de France 2010 var en 153,5 km lang flad etape. Den blev kørt onsdag d. 7. juli fra Cambrai til Reims.
- Etape: 4. etape
- Dato: 7. juli
- Længde: 153,5 km
- Danske resultater:

070. Jakob Fuglsang + 0.00
082. Matti Breschel + 0.00
127. Nicki Sørensen + 0.00
134. Brian Vandborg + 0.00
146. Chris Anker Sørensen + 0.00
- Gennemsnitshastighed: 42,8 km/t

## Point- og bjergspurter

### 1. sprint (Walincourt-Selvigny)
Efter 12,5 km
| Vinder | Iban Mayoz       | 6p |
| 2.     | Dimitri Champion | 4p |
| 3.     | Francis De Greef | 2p |

### 2. sprint (Flavigny-et-Beaurain)
Efter 49,5 km
| Vinder | Francis De Greef | 6p |
| 2.     | Iban Mayoz       | 4p |
| 3.     | Nicolas Vogondy  | 2p |

### 3. sprint (Brienne-sur-Aisne)
Efter 128,5 km
| Vinder | Francis De Greef | 6p |
| 2.     | Iñaki Isasi      | 4p |
| 3.     | Nicolas Vogondy  | 2p |

### 1. bjerg (Côte de Vadencourt)
4. kategori stigning efter 40,5 km
| Plads | Navn             | Point |
| ----- | ---------------- | ----- |
| 1.    | Iban Mayoz       | 3     |
| 2.    | Francis De Greef | 2     |
| 3.    | Iñaki Isasi      | 1     |

## Resultatliste
|    | Navn                 | Land           | Hold                  | Tid     |
| -- | -------------------- | -------------- | --------------------- | ------- |
| 1  | Alessandro Petacchi  | Italien        | Lampre-Farnese Vini   | 3:34.55 |
| 2  | Julian Dean          | New Zealand    | Garmin-Transitions    | + 0.00  |
| 3  | Edvald Boasson Hagen | Norge          | Team Sky              | + 0.00  |
| 4  | Robbie McEwen        | Australien     | Team Katusha          | + 0.00  |
| 5  | Robert Hunter        | Sydafrika      | Garmin-Transitions    | + 0.00  |
| 6  | Sébastien Turgot     | Frankrig       | Bbox Bouygues Telecom | + 0.00  |
| 7  | José Joaquín Rojas   | Spanien        | Caisse d'Epargne      | + 0.00  |
| 8  | Daniel Oss           | Italien        | Liquigas-Doimo        | + 0.00  |
| 9  | Thor Hushovd         | Norge          | Cervélo TestTeam      | + 0.00  |
| 10 | Óscar Freire         | Spanien        | Rabobank              | + 0.00  |
| 11 | Gerald Ciolek        | Tyskland       | Team Milram           | + 0.00  |
| 12 | Mark Cavendish       | Storbritannien | Team HTC-Columbia     | + 0.00  |
| 13 | Brent Bookwalter     | USA            | BMC Racing Team       | + 0.00  |
| 14 | Samuel Sánchez       | Spanien        | Euskaltel-Euskadi     | + 0.00  |
| 15 | Vasil Kiryienka      | Hviderusland   | Caisse d'Epargne      | + 0.00  |